# Mikołajki (powiat nowomiejski)
Mikołajki – wieś w Polsce, położona w województwie warmińsko-mazurskim, w powiecie nowomiejskim, w gminie Kurzętnik.
W latach 1975–1998 wieś należała administracyjnie do województwa toruńskiego.
W Mikołajkach urodził się ks. Józef Szydzik.

## Integralne części wsi
| SIMC    | Nazwa          | Rodzaj    |
| ------- | -------------- | --------- |
| 0845810 | Lipowy Dwór    | część wsi |
| 1045329 | Na Gruntach    | część wsi |
| 1045393 | Nad Stawem     | część wsi |
| 1045430 | Pod Cmentarzem | część wsi |

## Zabytki
- kościół św. Jakuba Starszego z 1780 – barokowy, murowany z kamienia i cegły. Materiał pochodził z rozbiórki zamku w Bratianie.
- drewniane chaty z I poł. XIX wieku, wzniesione w konstrukcji zrębowej.